# Сборная Ирландии по нетболу
Сборная Ирландии по нетболу представляет Ирландию на международных соревнованиях по нетболу. Управляющим органом является Ассоциация нетбола Ирландии (англ. Netball Ireland).
По состоянию на 25 июля 2024, сборная Ирландии по нетболу занимает 22-е место в мировом рейтинге сборных по нетболу.

## Результаты выступлений

### Чемпионаты мира
| Год        | Место          | Игры           | Победы         | Ничьи          | Поражения      |
| ---------- | -------------- | -------------- | -------------- | -------------- | -------------- |
| 1963—1975  | не участвовали | не участвовали | не участвовали | не участвовали | не участвовали |
| 1979       | 10             | 12             | 2              | 0              | 10             |
| 1983       | не участвовали | не участвовали | не участвовали | не участвовали | не участвовали |
| 1987       | 15             | 12             | 4              | 1              | 7              |
| 1991       | 10             | 10             | 5              | 0              | 5              |
| 1995       | 25             | 10             | 1              | 1              | 5              |
| 1999—н. в. | не участвовали | не участвовали | не участвовали | не участвовали | не участвовали |

### Чемпионаты Европы
| Год       | Место          | Игры           | Победы         | Ничьи          | Поражения      |
| --------- | -------------- | -------------- | -------------- | -------------- | -------------- |
| 2005—2013 | не участвовали | не участвовали | не участвовали | не участвовали | не участвовали |
| 2014      | 4              | 3              | 0              | 0              | 3              |
| 2015—2018 | не участвовали | не участвовали | не участвовали | не участвовали | не участвовали |
| 2019      | 4              | 3              | 0              | 0              | 3              |